# Герб Горностаївки
Герб Горностаївки — офіційний символ Горностаївки, затверджений рішенням сесії селищної ради 2008 року. Автор проєкту — А. Гречило. Герб є промовистим.

## Історія

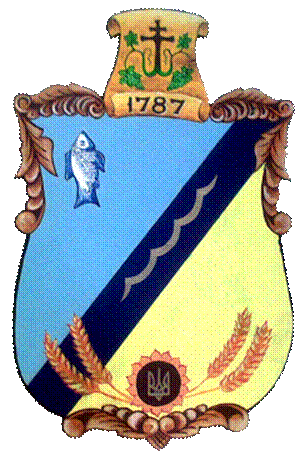
Проєкт герба

Для селища було розроблено проєкт герба. Автори: Куліш Микола Володимирович — Голова Парафіяльної Ради Горностаївської Свято-Покровської церкви та художник виконавець — Столяревський Сергій Анатолійович
Щит поділено укосом з правої сторони темно-синьою смугою, що символізує Дніпро, на смузі золотаві хвилі. На верхній блакитній частині риба, на нижній жовтій соняшник від якого відходять по два колоски в обидві сторони. В центрі соняшника Тризуб. Над гербом пергамент на якому зображено хрест, виноградну лозу та 1787 — рік заснування селища.
Однак цей проєкт не відповідав геральдичним нормам. Тому для селища було опрацьовано в Українському геральдичному товаристві новий проєкт, який і затвердила селищна рада.

## Опис
У золотому полі синій хвилястий перев'яз зліва, над ним зелений проквітлий хрест із 4-ма раменами та виноградними гронами і листками, а внизу – синя риба (лящ); у червоній главі йде срібний горностай із чорною китицею на кінчику хвоста.

## Символіка
Золоте поле щита уособлює багаті землі Степової України та сільське господарство. Синя смуга означає Дніпро, проквітлий хрест — високу духовність мешканців селища та розвинуте виноградарство, а риба – щедрість водних просторів. Зображення гороностая є називним асоціативним символом — вказує на назву поселення. Очевидно, що ця тварина не водиться в регіоні, однак вона безперечно асоціюється з назвою селища, а за переказами пов'язується з місцевістю, з якої прибули перші поселенці-засновники Горностаївки. 